# Edward Thring

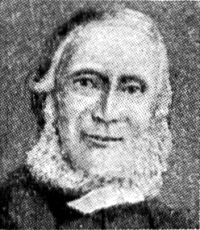
Edward Thring.

Edward Thring, född den 29 november 1821 i Alford, Somerset, död den 22 oktober 1887 i Uppingham, Rutland, var en engelsk skolman. Han var bror till Henry Thring, 1:e baron Thring.
Thring promoverades 1847 i Cambridge och blev 1853 rektor vid skolan i Uppingham, som han från en ringa början utvecklade till en stor och ansedd läroanstalt. Han grundlade de årliga engelska rektorsmötena och intog en ledande ställning inom den engelska skolvärlden. Skolans uppgift såg han i karaktärsbildningen, och hans verksamhet uppbars av en idealistisk tro på sanningens makt. Även som pedagogisk författare åtnjöt han stort anseende: Education and school (1864; 2:a upplagan 1869), Thoughts on life science (1869; 2:a upplagan 1871, utgiven under pseudonymen Benjamin Place), The theory and practice of teaching (1883; 2:a upplagan 1885). Postumt utgavs Miscellaneous address (1887).